# Ik mis niets
Ik mis niets is een nummer van de Nederlandse gelegenheidsformatie De Poema's uit 2003. Het is de derde single van hun album The Best Of.
Het nummer beleefde de radiopremière op 9 oktober 2003, om 8:45 op de radiozenders 3FM, Radio 538, Yorin FM, RTL FM en alle grote regionale radiozenders. Het nummer werd een bescheiden hit in Nederland, met een 29e positie in de Nederlandse Top 40.